# Charles Ellet

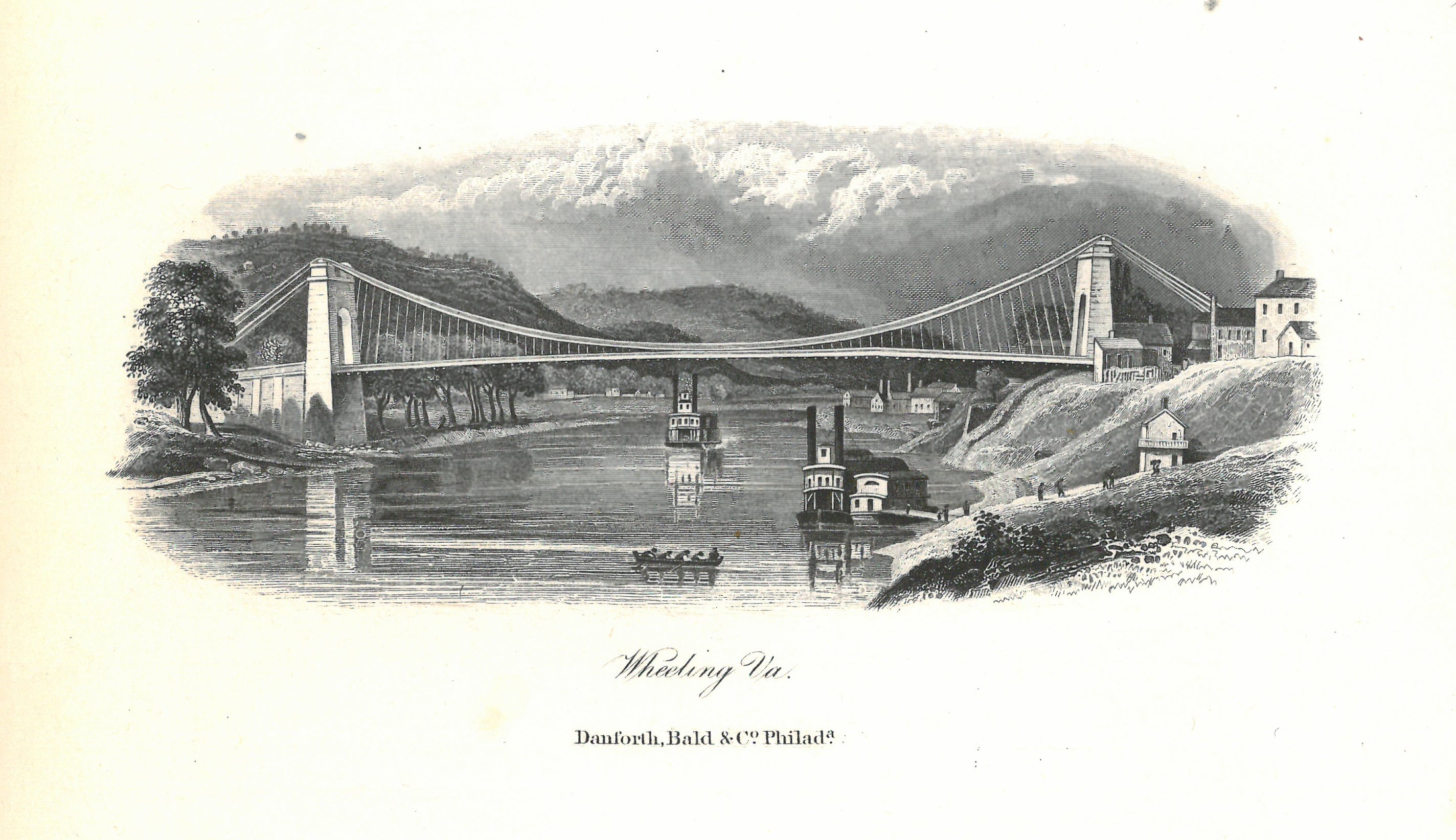
Wheeling-Hängebrücke

Charles Ellet Jr. (* 1. Januar 1810 in Penn’s Manor, Bucks County (Pennsylvania); † 21. Juni 1862 in Cairo (Illinois)) war ein US-amerikanischer Bauingenieur, der dort die erste Hängebrücke mit Tragseilen baute.

## Familie und Ausbildung
Ellet stammte aus einer angesehenen Familie. Er heiratete 1837 Elvira Augusta Stuart Daniel, die aus einer der führenden Familien von Virginia stammte. Die Familie seiner Frau besaß Sklaven, Ellet jedoch nicht. Sie hatten eine Tochter Mary V. Ellet Cabell (eine der Gründerinnen der Daughters of the American Revolution) und einen Sohn Charles Rivers Ellet, der im US-Bürgerkrieg als Oberst in der Unionsarmee diente. Sein Bruder Alfred W. Ellet (1820–1895) war ebenfalls Bauingenieur und kommandierte als Brigadegeneral die zu amphibischen Einheiten umgewandelte Rammschiffflotille von Charles Ellet nach dessen Tod im US-Bürgerkrieg.
Ellet arbeitete ab 1827 als Vermesser, zunächst beim Susquehanna River unter Canvas White und später als Vermesser und Hilfs-Ingenieur beim Bau des Chesapeake and Ohio Canal (unter Benjamin Wright), brach das aber 1830 ab um in Paris an der École nationale des ponts et chaussées zu studieren. Anschließend studierte er auf Reisen Ingenieurwerke in Frankreich, der Schweiz und Großbritannien. Dabei lernte er auch die Hängebrücken mit Tragseilen aus Draht der Gebrüder Seguin in Frankreich kennen. 1832 kehrte er zurück in die USA.

## Hängebrücken
Bekannt wurde er als Pionier von Hängebrücken in den USA. Schon 1832 entwarf er Pläne für eine Hängebrücke über den Potomac River mit 305 m Spannweite, die er dem US-Kongress präsentierte. Er wollte mit einer ganzen Reihe von Hängebrücken die Long Bridge von 1808 ersetzen, die Pläne wurden aber zurückhaltend aufgenommen und waren ihrer Zeit voraus. Außerdem hatte man wenig Vertrauen in ihn, da er als Bauingenieur noch ziemlich jung und unerfahren war. Ellet ging wieder zu Benjamin Wright und arbeitete als Vermesser für die New York und Erie Eisenbahn und ab 1835 beim James River and Kanawha Canal in Virginia, wo er vier Jahre den abwesenden Wright als Chefingenieur vertrat.

### Fairmount Suspension Bridge
Als 1838 die Colossus Bridge von Lewis Wernwag über den Schuylkill River abbrannte (die damals mit 109 m lichter Spannweite einen Weltrekord hielt) schlug Ellet eine Hängebrücke mit Drahtkabeln als Ersatz vor. Dazu veröffentlichte er 1839 das Pamphlet A Popular Notice of Wire Suspension Bridges, später wieder abgedruckt im American Railroad Journal. 1840 gewann er die Ausschreibung, aus finanziellen Gründen verzögerte sich der Bau in Philadelphia und die Brücke wurde im Frühjahr 1842 eingeweiht. Das war die erste größere Hängebrücke mit Tragseilen mit 109 m Spannweite (mit fünf Kabeln auf jeder Seite). Sie kostete 53.000 Dollar. Ebenfalls 1840 reichte er einen ausführlichen Entwurf einer Hängebrücke über den Mississippi bei St. Louis ein, die Stadt konnte damals aber die Kosten nicht aufbringen und eine Brücke wurde dort erst 1874 realisiert.

### Wheeling Suspension Bridge
Sein Hauptwerk ist die Wheeling Suspension Bridge mit einer zentralen Spannweite von 308 m über den Ohio River, die ab 1846 gebaut und 15. November 1849 eingeweiht wurde. Entwürfe dazu hatte er bereits 1836, 1841 und 1847 eingereicht. Sie war damals die längste Hängebrücke der Welt. Am 14. Mai 1854 wurde sie durch einen Sturm stark beschädigt und Ellet baute sie wieder auf. Die Brücke wurde von Ellets Mitarbeiter McComas 1860 und Washington Roebling 1872 erneuert und steht heute noch.

### Niagara Falls Suspension Bridge und andere
1847 erhielt er den Auftrag einer Hängebrücke über den Niagara 3 km entfernt von den Niagara-Fällen. Die Brücke wurde nach einem Streit über die Finanzierung (1848) nicht vollendet, es gab einen Gerichtsprozess um Gebühren, die Ellet für die Überquerung auf der Hilfsbrücke erhob. Elliot überquerte auf der Hilfsbrücke als Erster die Niagara-Schlucht. 1851 erhielt schließlich Washington Roebling den Auftrag und die Hängebrücke wurde 1855 eingeweiht (Niagara Falls Suspension Bridge). Von Ellet stammen noch drei weitere nicht realisierte Brückenentwürfe (Connecticut River bei Middleton (Connecticut) 1848, Brücke über den Ohio River bei Cincinnati 1849, Brücke über den Potomac bei Georgetown). Er war noch vor John Augustus Roebling der Pionier der Hängebrücken mit Drahtkabeln in den USA und gewann auch in den 1840er Jahren, als er noch im Brückenbau tätig war, die direkten Wettbewerbe gegen Roebling.

## Sonstige Leistungen als Ingenieur und Amerikanischer Bürgerkrieg
Er war auch Ingenieur im Eisenbahnbau in Virginia und Pennsylvania und im Wasserbau, zum Beispiel bei Maßnahmen für die Schiffbarkeit und Kontrolle von Überschwemmungen beim Schuykill River und anderen Flüssen, wofür er den Bau von Wasserrückhaltebecken befürwortete. Dafür erstellte er 1850 im Auftrag der US-Regierung einen Bericht für den Mississippi und Ohio River, auch mit Vorschlägen für das Delta des Mississippi bei New Orleans. Dabei erkannte er auch, dass Deiche die Gefahr von Überschwemmungen im Delta bergen.
Ein Schiffsunfall von 1854 (die kleinere SS Vesta rammte die zehnmal größere SS Arctic) brachte Ellet auf die Idee, mit Dampf-getriebenen Rammschiffen hölzerne Schiffe anzugreifen. Er schlug das der US Navy vor, hatte aber zunächst keinen Erfolg. Erst im US-Bürgerkrieg fand er beim Kriegsminister Edwin M. Stanton 1862 Gehör und wurde mit dem Aufbau einer Rammflotte (United States Ram Fleet) auf dem Mississippi beauftragt. Er baute dafür vier Dampfschiffe auf dem Mississippi um. Begleitet wurde er seinen Brüdern, Neffen und seinem Sohn Charles Rivers Ellet. Im Gefecht um Memphis auf dem Mississippi, die den Konföderierten eine vollständige Niederlage bereitete, führte Ellet die Rammflotte als Kapitän der USS Queen of the West und rammte zusammen mit der Monarch das konföderierte Flaggschiff CSS Colonel Lovell. Ellet wurde als Einziger der Unionsflotte in der Schlacht verwundet (eine Pistolenkugel traf ihn im Knie) und starb 15 Tage später in einem Hospital, nachdem er dort an Masern erkrankte.
Er veröffentlichte auch über Wirtschaftsfragen (An essay on the laws of trade 1839), Zölle und die Misserfolge von Eisenbahngesellschaften.
Als Karl Culmann 1848 bis 1850 auch die USA besuchte, unterstützte ihn Ellet, indem er dessen Reiseplan zum Studium von Ingenieurbauwerken entwarf.